# Żale (województwo wielkopolskie)
Żale – wieś w Polsce, w województwie wielkopolskim, w powiecie pleszewskim, w gminie Czermin.
Do 2023 miejscowość była częścią wsi Czermin.
W latach 1975–1998 Żale należały administracyjnie do województwa kaliskiego.